# Port-Mort
Port-Mort és un municipi francès situat al departament de l'Eure i a la regió de Normandia. L'any 2007 tenia 1.012 habitants.

## Demografia

### Població
El 2007 la població de fet de Port-Mort era de 1.012 persones. Hi havia 357 famílies de les quals 56 eren unipersonals (32 homes vivint sols i 24 dones vivint soles), 116 parelles sense fills, 145 parelles amb fills i 40 famílies monoparentals amb fills.
La població ha evolucionat segons el següent gràfic:
Habitants censats

### Habitatges
El 2007 hi havia 433 habitatges, 378 eren l'habitatge principal de la família, 46 eren segones residències i 9 estaven desocupats. 426 eren cases i 5 eren apartaments. Dels 378 habitatges principals, 347 estaven ocupats pels seus propietaris, 19 estaven llogats i ocupats pels llogaters i 11 estaven cedits a títol gratuït; 2 tenien una cambra, 11 en tenien dues, 39 en tenien tres, 94 en tenien quatre i 231 en tenien cinc o més. 308 habitatges disposaven pel capbaix d'una plaça de pàrquing. A 131 habitatges hi havia un automòbil i a 230 n'hi havia dos o més.

### Piràmide de població
La piràmide de població per edats i sexe el 2009 era:
| Homes | Edats   | Dones |
| ----- | ------- | ----- |
| 0     | 95 o +  | 0     |
| 0     | 90 a 94 | 0     |
| 0     | 85 a 89 | 8     |
| 8     | 80 a 84 | 8     |
| 0     | 75 a 79 | 12    |
| 12    | 70 a 74 | 12    |
| 16    | 65 a 69 | 28    |
| 28    | 60 a 64 | 16    |
| 28    | 55 a 59 | 24    |
| 40    | 50 a 54 | 28    |
| 52    | 45 a 49 | 76    |
| 40    | 40 a 44 | 56    |
| 32    | 35 a 39 | 8     |
| 12    | 30 a 34 | 24    |
| 8     | 25 a 29 | 12    |
| 32    | 20 a 24 | 16    |
| 32    | 15 a 19 | 28    |
| 52    | 10 a 14 | 32    |
| 24    | 5 a 9   | 20    |
| 24    | 0 a 4   | 12    |

## Economia
El 2007 la població en edat de treballar era de 681 persones, 496 eren actives i 185 eren inactives. De les 496 persones actives 453 estaven ocupades (244 homes i 209 dones) i 43 estaven aturades (16 homes i 27 dones). De les 185 persones inactives 88 estaven jubilades, 46 estaven estudiant i 51 estaven classificades com a «altres inactius».

### Ingressos
El 2009 a Port-Mort hi havia 372 unitats fiscals que integraven 1.008,5 persones, la mediana anual d'ingressos fiscals per persona era de 22.554 €.

### Activitats econòmiques
Dels 42 establiments que hi havia el 2007, 2 eren d'empreses alimentàries, 3 d'empreses de fabricació d'altres productes industrials, 6 d'empreses de construcció, 5 d'empreses de comerç i reparació d'automòbils, 2 d'empreses d'hostatgeria i restauració, 2 d'empreses d'informació i comunicació, 1 d'una empresa financera, 14 d'empreses de serveis, 5 d'entitats de l'administració pública i 2 d'empreses classificades com a «altres activitats de serveis».
Dels 7 establiments de servei als particulars que hi havia el 2009, 1 era un taller de reparació d'automòbils i de material agrícola, 2 paletes, 1 guixaire pintor, 1 lampisteria, 1 electricista i 1 restaurant.
Dels 2 establiments comercials que hi havia el 2009, 1 era una botiga de menys de 120 m² i 1 una fleca.
L'any 2000 a Port-Mort hi havia 9 explotacions agrícoles que ocupaven un total de 258 hectàrees.

## Equipaments sanitaris i escolars
El 2009 hi havia una escola elemental.

## Poblacions més properes
El següent diagrama mostra les poblacions més properes.